# 北下关娘娘庙
北下关娘娘庙，位于北京市海淀区西直门外北下关娘娘庙胡同，为海淀区普查登记文物。现已拆除。

## 简介
北下关娘娘庙原名天仙庙，始建于明代，明、清多次修葺，拆除前尚有三开间的正殿，殿中曾供奉碧霞元君坐像。明朝礼部左侍郎行部事余继登撰《天仙圣母感应碑记》记述该庙灵验之事，称54岁的北京城内老员外为该庙捐资以求子，后果得子。明清时期，北京城内妇女常在春季来该庙求子。
北下关娘娘庙为北下关地区的标志性建筑，2007年底被拆除，原址兴建了钻河新天地公馆。2009年9月，海淀区文化委员会选址新建北下关娘娘庙，新址距交大东路60号院舒至小区仅一墙之隔，距舒至小区4号楼约15米。由于事先未征求舒至小区居民意见，新庙距离舒至小区又过近，受到小区业主们反对。2010年春节后，新庙的施工暂停，负责施工的北京仿古建筑队撤离，工地中间仅剩下一座木质房屋构架。
2012年10月，经海淀区文化委员会审批，又在交大东路58号院附近开始复建北下关娘娘庙。但由于周围居民抗议，2012年11月施工暂停，此后长期未复工。周围平房的居民认为自家房屋出现裂缝是北下关娘娘庙复建工程所致，为了房屋裂缝的维修问题，各方又在2013年进行了商量。
2008年2月，北京石刻艺术博物馆到北下关娘娘庙征集到共计16件石刻，包括明万历二十七年（1599年）《天仙圣母感应碑》、清康熙十三年（1674年）《天仙庙流芳碑》等。